# Llotja de Reus
La Llotja de Reus és la institució més antiga de la capital del Baix Camp, ja que va complir el setè centenari l'any 2009. La Llotja és successora i actual gestora del tradicional Mercat del Dilluns.
La llotja representa l'actualització del privilegi del Rei Jaume el Just, que el 22 de febrer de 1309, va concedir a Reus la facultat de celebrar mercat cada dilluns a la ciutat. Se celebrava el mercat a la plaça del Mercadal, i d'aquí en ve el nom. Allà es fixaven els preus des alcohols, i es remetien a la Junta de Comerç de Barcelona i més tard, al cap de bastants anys, després de la guerra civil, es va desplaçar cap a la plaça de Prim. Últimament, els tractants se situaven sota els porxos d'aquella plaça fins que es va construir l'edifici de la Llotja.
El procés de construcció del nou edifici de la Llotja comença al Ple de la Cambra de Comerç de Reus el 4 de gener de 1969, quan es va parlar de la possibilitat de creació d'una llotja de contractació amb accés directe des de la plaça de Prim. El març de 1970, la Caixa d'Estalvis Provincial de Tarragona va anunciar la construcció d'un edifici amb entrades pel carrer de Boule i per la plaça de Prim, i la Cambra decideix adquirir uns locals propis comunicats amb els de la Llotja. L'acord de creació de la nova Llotja de Contractació de Reus es va prendre finalment al Ple del 21 d'abril de 1972, sota el patrocini de la Caixa de Tarragona i amb la col·laboració del Col·legi Oficial d'Agents Comercials de Reus. Els nous locals de la Llotja es van inaugurar el 28 de juny de 1972. La Llotja és una estructura que acull un garn pati cobert, il·luminat amb llum natural. Els laterals estan ocupats per les taules de contractació, i les operacions que es concreten fixant les cotitzacions dels productes, es publiquen, encara que els preus s'indiquen de manera orientativa.
Els productes que es cotitzaven els dilluns eren olis, cereals, pinsos, avellanes i ametlles, i quan hi va haver a Reus la proliferació de granges avícoles, es fixaven també els preus dels ous, ja que Reus va ser durant un temps el primer centre avícola de l'estat, amb uba producció de 150 milions de dotzenes d'ous a l'any.
Avui, la Llotja del dilluns no té el volum d'anys enrere, però encara és un centre de referència nacional, i és l'únic mercat reconegut que dóna referència de les cotitzacions de l'avellana, i juntament amb altres Llotges, dona indicació dels preus de l'ametlla, la garrofa i els ous. Fins i tot e manté encara l'antic costum de tancar els acords amb el valor de la paraula donada.
El dia 13 d'abril de 2010, el govern aprovà el decret amb el que distingia amb la Creu de Sant Jordi a 32 personalitats i 13 entitats, entre elles la Llotja de Reus. El 21 d'abril del mateix any, el president de la Generalitat de Catalunya, José Montilla, va lliurar la Creu de Sant Jordi al president del Patronat de la Llotja i de la Cambra de Comerç, Isaac Sanromà, al Palau de la Generalitat.
La Generalitat de Catalunya reconeix amb aquest guardó «el paper històric de la Llotja en el potencial exportador de la ciutat i per haver esdevingut, al llarg dels segles, una de les referències bàsiques de l'economia agrària i ramadera de Catalunya». A l'acte de lliurament, i acompanyant al president Sanromà, hi van assistir l'alcalde de Reus Lluís Miquel Pérez, el President del Col·legi d'Agents Comercials i vicepresident de la Llotja, Ricard Navarro, i una àmplia representació del Patronat de la institució.